# Konārjū
Konārjū (persiska: كنارجو, كِنَر جُّ, كِنارجو, كَنار جو) är en ort i Iran.   Den ligger i provinsen Hormozgan, i den sydöstra delen av landet, 1 100 km sydost om huvudstaden Teheran. Konārjū ligger 38 meter över havet och antalet invånare är 876.
Terrängen runt Konārjū är platt åt nordväst, men åt sydost är den kuperad.Runt Konārjū är det ganska glesbefolkat, med 25 invånare per kvadratkilometer. Konārjū är det största samhället i trakten. Trakten runt Konārjū är ofruktbar med lite eller ingen växtlighet.